# Gugegwe
Gugegwe (auch: Gugecgue To, Gugeegue To, Gugegue, Gugēgwe-tō, Kōnejōkenen, Kugejagaen, Nōngejōkenen Island, RTS, USAKA) ist eine Insel des Kwajalein-Atolls in der Ralik-Kette im ozeanischen Staat der Marshallinseln (RMI). Die Insel gehört zu den von den Vereinigten Staaten gepachteten Gebieten.

## Geographie
Das Motu bildet zusammen mit dem benachbarten Ningi und den weiter südlich gelegenen Inseln einen kleinen Inselverband, der durch einen Fahrdamm miteinander verbunden ist („Gugegwe Ningi“). Die Insel liegt südlich des Bigej Channel und der Insel Bigej Island im südlichen Riffsaum des Atolls.

## Klima
Das Klima ist tropisch heiß, wird jedoch von ständig wehenden Winden gemäßigt. Ebenso wie die anderen Orte der Kwajalein-Gruppe wird Gugegwe gelegentlich von Zyklonen heimgesucht.